# Задонский, Воин Дмитриевич
Воин Дмитриевич Задонский (1785—1856) — генерал-лейтенант, участник войн против Наполеона.

## Биография
Родился в 1785 году, сын штаб-офицера. В 1791 году, когда ему ещё только исполнилось 6 лет, был зачислен в Таганрогский драгунский (впоследствии Белгородский уланский) полк и в 1802 году произведён в прапорщики.
В 1804 году участвовал в пяти сражениях с кабардинцами; в 1808 году ходил в Чечню; в 1810 году сражался с горцами за Кубанью. В 1809 году командирован на мызу Стрельна для узнания порядка службы, согласно воспоминаниям генерала от кавалерии Богушевского, при введении в кавалерии шинельных скаток генерал-инспектором всей кавалерии Великим князем Константином Павловичем единственным из всех офицеров пошил для скатки настоящую шинель. 12 октября 1811 года был переведён в Астраханский кирасирский полк.
В Отечественную войну, во время Бородинского сражения, под ним было убито две лошади, а сам он был сильно контужен в грудь и, несмотря на это, до конца оставался на поле битвы. По оставлении французами Москвы он участвовал в делах при Тарутине, под Малым Ярославцем, под Вязьмой и Красным. За Бородинское дело Задонский получил орден св. Анны 4-й степени.
Последующие кампании 1813—1814 годов предоставили ему новые случаи обнаружить свои боевые дарования. Находясь в составе действующей армии за границей, он сражался с французами под Люценом, Бауценом, Дрезденом, при истреблении корпуса Вандама под Кульмом; в битве под Лейпцигом, стоя во главе эскадрона, произвёл две атаки на неприятельскую конницу гвардейских корпусов, а по переходе за Рейн участвовал в сражениях при Шато-Бриенне, Бар-Сюр-Об, Париже и особенно отличился при Лобрессель и Труа. Здесь он произвёл атаку с одним эскадроном на три эскадрона французских карабинеров, разбил их и гнал до самого города. Золотая шпага с надписью «За храбрость» и чин подполковника были ему наградой за этот подвиг, ордена св. Владимира 4-й степени с бантом и св. Анны 2-й степени — за другие отличия в сражениях с французами.
По окончании Наполеоновских войн Задонский до 1819 г. числился в лейб-гвардии Конно-егерском полку; потом восемь лет (в 1819—1827 гг.) командовал Сибирским уланским полком, причём 13 февраля 1823 г. был награждён орденом св. Георгия 4-й степени (№ 3634 по списку Григоровича — Степанова). 22 августа 1826 года Задонский был награждён орденом св. Владимира 3-й степени, 5 июля 1827 года ему были пожалованы алмазные знаки к ордену св. Анны 2-й степени.
6 декабря 1827 г. он был произведён в генерал-майоры, с назначением состоять при начальнике легкой гвардейской кавалерийской дивизии.
Во время русско-турецкой войны 1828—1829 годов Задонский командовал оставленными в Санкт-Петербурге дивизионами лёгкой гвардейской дивизии и состоял для особых поручений при главном штабе Его Императорского Величества по военным поселениям.
По окончании войны получил должность начальника штаба 2-го резервного кавалерийского корпуса; в 1835 г. произведён был в генерал-лейтенанты; в 1838 г. назначен начальником штаба инспектора всей поселенной (впоследствии резервной) кавалерии.
7 декабря 1841 г., за болезнью, уволен от службы и после этого около четырнадцати лет находился в отставке. В 1855 г. он снова возвратился на службу и с сентября по декабрь 1855 г. состоял в распоряжении командующего южной армией генерала Лидерса.
Заболев тифом, Задонский в начале января 1856 г. скончался в Николаеве. Тело его было перевезено в имение жены Великий Бурлук (в Харьковской губернии) и погребён здесь в конце января 1856 г.

## Семья
Первая жена — Мария Сергеевна (25.06.1791 — 27.07.1825), дочь офицера (впоследствии — генерал-лейтенанта) С. С. Борщова. Их дочь — Софья (22.06.1824 — 1.8.1834).
Вторая жена — Елизавета Андреевна Донец-Захаржевская (1807—19.12.1882), наследница богатого слободского имения Великий Бурлук. Скончалась от болезни печени, похоронена на протестантском кладбище в Генуи. Их дети:
- Андрей (1830—1870), штабс-ротмистр Кавалергардского полка. Его сын Василий — публицист, земский деятель.
- Александр (1834—?), генерал-лейтенант в отставке.
- Воин (1835—?), ротмистр Кавалергардского полка, умер до 1912 года.
- Владимир (ум. 1882), корнет Кавалергардского полка, волчанский уездный предводитель дворянства.
- Иван (1841—?), ротмистр Кавалергардского полка, умер до 1912 года.